# Burlington (Iowa)
Burlington es una ciudad situada en el Condado de Des Moines, en el estado de Iowa, Estados Unidos, del que es además su capital. Según el censo de 2010 tenía una población de 25.663 habitantes.

## Geografía
Según la Oficina del Censo de los Estados Unidos, la localidad tiene un área total de 39,49 km², de los cuales 37,51 km² corresponden a tierra firme y el restante 1,98 km² a agua, que representa el 5,01% de la superficie total de la localidad.

## Demografía
Según el censo de 2010, había 25663 personas residiendo en la localidad. La densidad de población era de 649,86 hab./km². Había 11.899 viviendas con una densidad media de 301,32 viviendas/km². El 88,17% de los habitantes eran blancos, el 7,16% afroamericanos, el 0,27% amerindios, el 0,76% asiáticos, el 0,06% isleños del Pacífico, el 0,67% de otras razas, y el 2,89% pertenecía a dos o más razas. El 3,07% de la población eran hispanos o latinos de cualquier raza.